# Giacomo Zatti
Giacomo Zatti (Savona, 25 dicembre 1963) è un ex cestista italiano.

## Carriera
Giacomo "Jack" Zatti è stato per otto anni giocatore della Fortitudo Bologna squadra di cui è stato capitano e ancora oggi è ricordato come uno dei simboli e dei giocatori più amati dalla tifoseria biancoblù. Si ricorda dopo il famoso derby del "Grande freddo" vinto dalla Fortitudo con 32 punti di scarto, per 102 a 70, che Zatti concesse un'intervista ad un giornalista, coperto solo dalle mutande.
Zatti non aveva le caratteristiche del grande realizzatore, ma riusciva a sopperire a questa mancanza con la grinta e la voglia di lottare su ogni pallone.
Nella città felsinea strinse una fraterna amicizia con Massimo Iacopini, Nino Pellacani e Giacomo Zeb Lenzi.
Dopo gli anni alla Fortitudo passò a Montecatini, dove divenne anche capitano.
Dopo il ritiro dal basket giocato, avvenuto nel 1996, ha aperto un locale in riva al mare a Punta Cana, nella Repubblica Dominicana. Vive a Sasso Marconi, vicino a Bologna.